# Бикон-тауэрс
Бикон-тауэрс (англ. Beacon Towers — «башня-маяк») — роскошная резиденция, построенная в виде европейского в неоготическом стиле замка. Комплекс был возведён в 1917—1918 годах для Альвы Белмонт (1853—1933), бывшей супруги миллионера Уильяма Киссэма Вандербильта и вдовы (с 1908 года) Оливера Белмонта. Здание находилось в поселении Сэндс-Пойнт на северном берегу Лонг-Айленда в штате Нью-Йорк.

## История

### Ранний период
Особняк был спроектирован компанией Hunt&Hunt. В работе приняли активное участие известные архитекторы семейства Хант: Ричард Хоулэнд Хант и его сыновья: Ричард Моррис и Джозеф. Это был последний дом на Лонг-Айленде, спроектированный данной фирмой.
Историки архитектуры называли замок чистой фантазией в духе неоготики. Причём некоторые элементы во внешнем облике отсылают к испанским алькасарам и даже к изображениям замков в средневековых рукописях. В комплексе было около 60 жилых комнат и гостиных, а всего около 140 помещений различного назначения. Снаружи стены тщательно оштукатурили и выкрасили в белый цвет.
В феврале 1924 года Альва Белмонт приобрела на аукционе прилегающую территорию, на которой находился знаменитый маяк Сэндс Пойнт Лайт. Покупка обошлась в огромную по теме временам сумму — 100 тысяч долларов. Однако Альва желала сделать своё поместье более уединённым и не жалела для этого средств.

### Новый собственник и снос
В 1927 году имение приобрёл мультимиллионер Уильям Рэндольф Хёрст. За то время пока он владел комплексом, был произведён ремонт и обновлён внешний вид здания. В частности крыша стала более высокой и в неё добавлены слуховые окна. Кроме того, подвергся реконструкции парадный вход, который стал более глубоким.
В 1942 году Хёрст продал замок. Новые собственники вели себя не как ценители архитектурного наследия, а как инвесторы прагматики. В результате комплекс в 1945 году был снесён, чтобы освободить место для строительства сразу нескольких элитных особняков меньшего размера. От прежнего замка остались некоторые фрагменты и сторожка.

## В массовой культуре
Исследователи литературного творчества Френсиса Скотта Фитцджеральда считают, что рассказывая в романе «Великий Гэтсби» об особняке главного героя, автор описал комплекс Бикон-тауэрс:

Фактическая имитация какого-то отеля де Виль в Нормандии, с башней на одной стороне, новой шлепкой под тонким стеблем сырого плюща, мраморным бассейном на более чем сорока акрах земли.
В экранизации романа «Великий Гэтсби» 2013 года создатели воспроизвели в декорациях Бикон-тауэрс в качестве особняка главного героя.

## Галерея

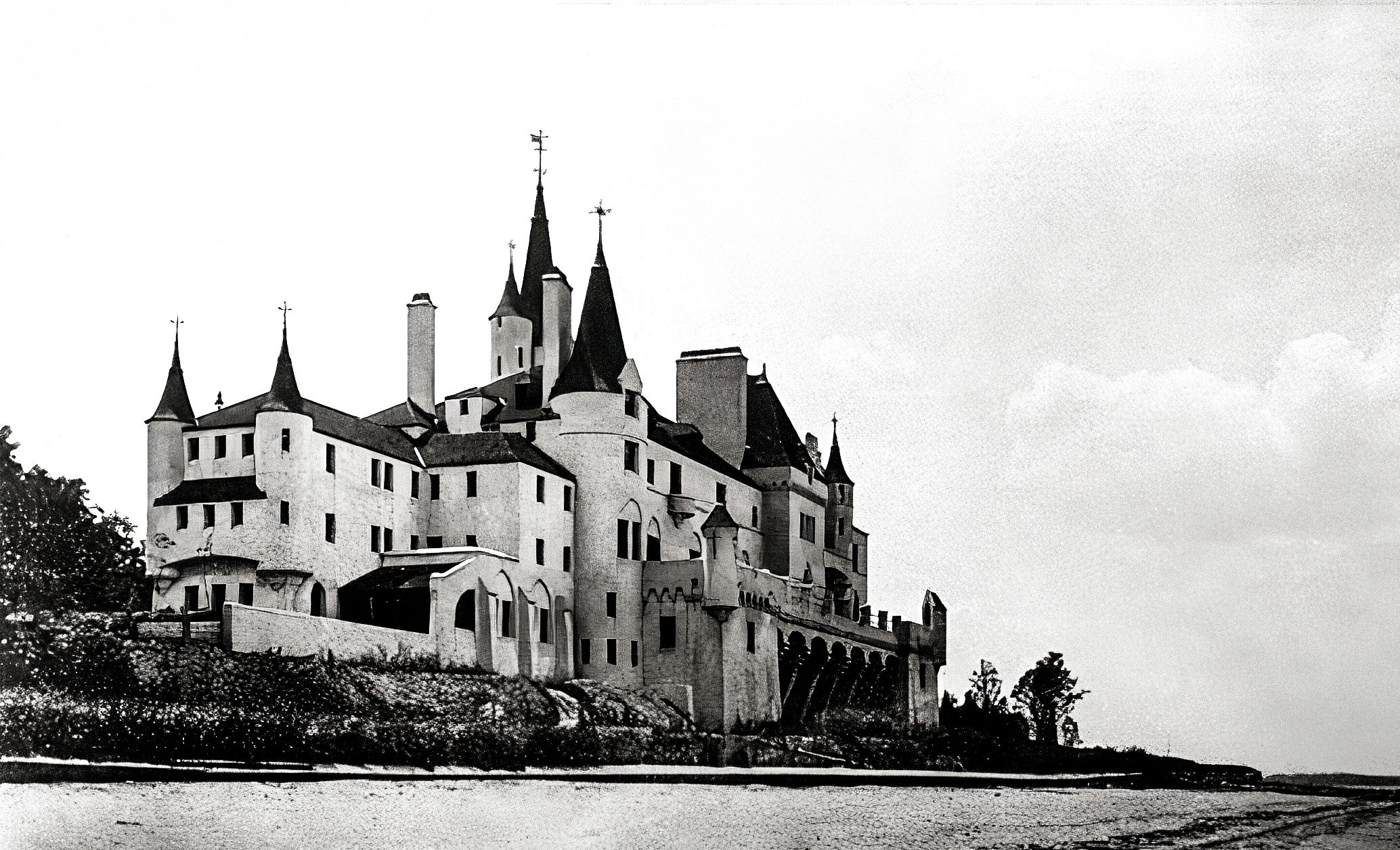
Вид особняка со стороны пляжа в 1920 году
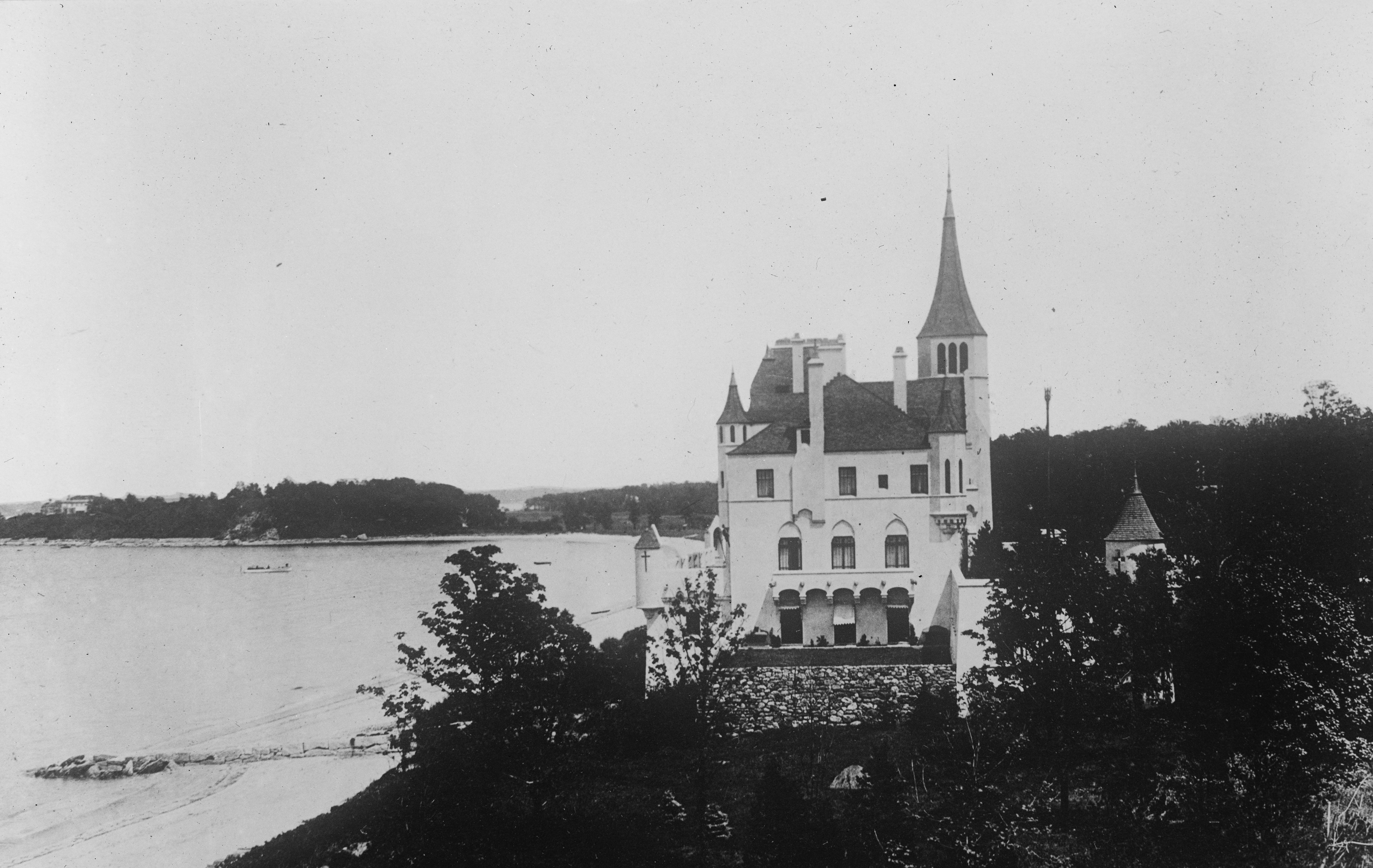
Фотография замка с западной стороны в 1922 году
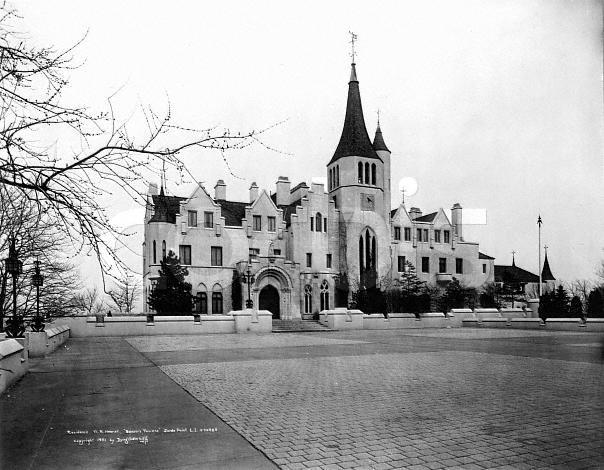
Обновлённый фасад замка в 1931 году после реконструкции